# 水なす
水茄子（みずなす）は、ナスの品種群。大阪府泉州地域の特産品は「泉州水なす」とよばれる。形は通常のナスより丸みを帯びており、水分に富む。

## 概要

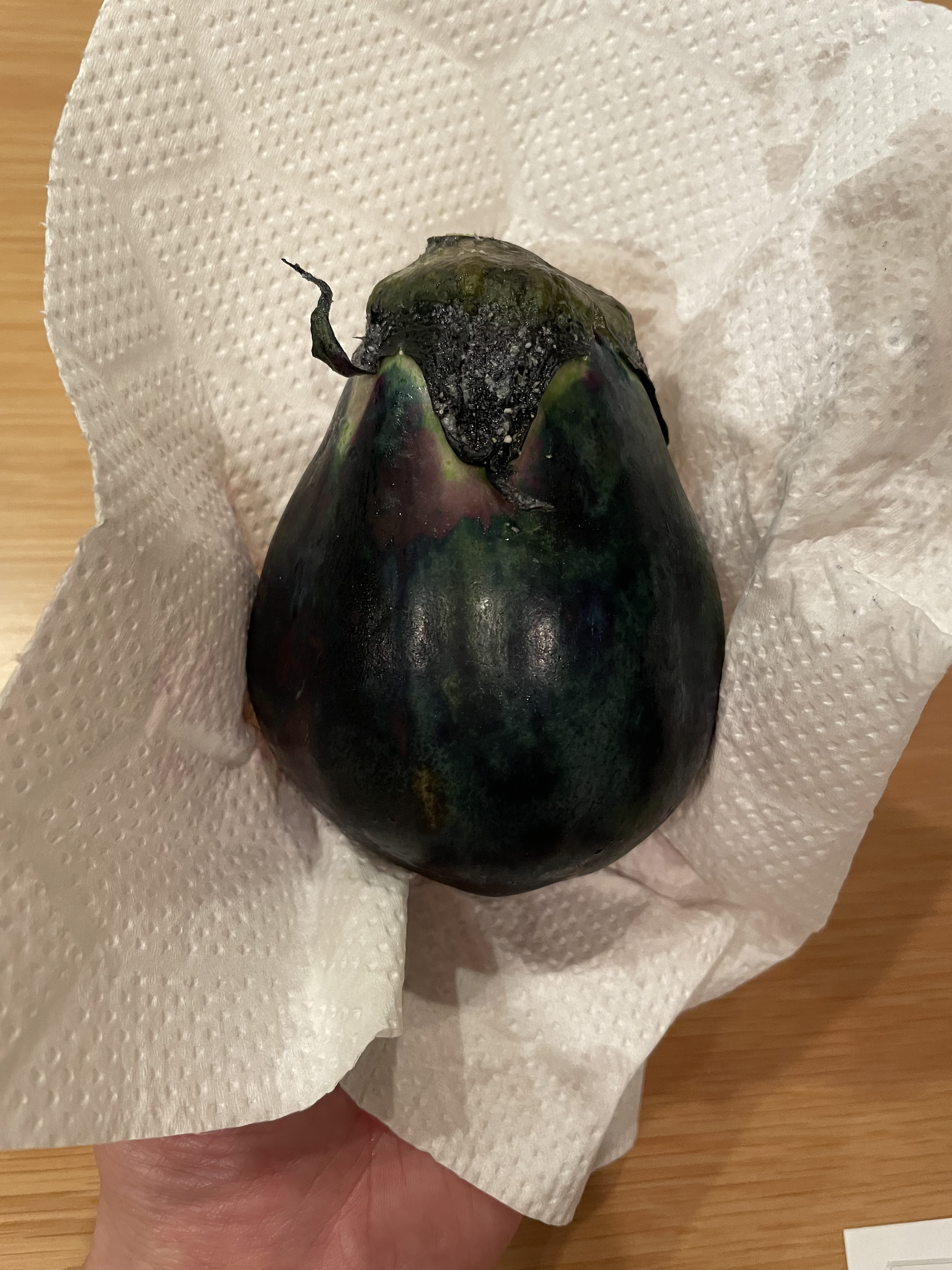
水茄子の糠漬け（丸）

果実は下膨れの電球型で、一般的なナスよりも丸みがあり、絞ると水が滴ることから「水なす」とよばれている。ナスは本来、灰汁が強く生食には向かない野菜であるが、水茄子は灰汁がほとんどなく、水分を多量に含んでおり、ほのかな甘みもあってやわらかいので生食が可能である。皮がやわらかく、漬物にするのが一般的で、水茄子の浅漬けやぬか漬けがよく知られる。水茄子をぬか床に1 - 2晩漬けたものを泉州では「浅漬け」とよんでいる。浅漬けのほかどんな料理にも合い、炒め物、煮物、パスタの具、天ぷらなどにも使われる。
室町時代の書物『庭訓往来』に記載されている「澤茄子」がルーツとみられており、江戸時代には泉州で栽培されていたといわれる。日本各地で栽培されているが、大阪府の泉州地域で特に盛んに栽培されており、泉州特産品「泉州水なす」（地域団体商標）として有名である。泉州水なすは、もともとは巾着型であったが、現在栽培されているものは小ぶりの長丸型になっている。農家の自家用として栽培されてきたが、水茄子の浅漬けの美味しさが人気を呼んで、全国的に名が知られるようになった。かつては農家が田んぼなどの畦に植えて、夏の炎天下の農作業で渇いたのどを潤していたという。
水ナスにも多くの品種があり、泉州地域でも地区によって栽培品種が異なる。例えば大阪府貝塚市の「馬場なす」は長ナスに近い形状で「幻の水なす」とも呼ばれめったに市場に出る事は無い。同じく貝塚市の「澤なす」は「水なすの原種」とされ現在泉州地域でも栽培農家はほとんどいない。

## 歴史
日本史における茄子の初出は、東大寺正倉院文書に天平勝宝2年（750年）に茄子が宮中に献上され賞味されたという記述である。『延喜式』では内膳司管轄の畑で茄子が栽培されているだけでなく、茄子の漬物のレシピも残されており、平安時代の帝や後宮の女性も日常的に口にしていたことが伺われる。
室町時代の『庭訓往来』には澤茄子に「みつなす」の読みを振っており、和泉国日根郡澤村（現・貝塚市澤）が水茄子発祥の地という説が有力視されている。一方、大阪府の運営するホームページでは、同郡上之郷村（現・泉佐野市上之郷）を発祥の地として紹介している。『異制庭訓往来』には、茄子とは別に桃や李に並んで水茄子が登場しており、生食できる茄子として果物に近い扱いを受けていた様子がある。

本格的に栽培が軌道に乗ったのは茄子の栽培技術が発展した江戸時代初期と考えられている。当時はほぼ地産地消の野菜として、農作業の合間に食べるものだった。水茄子の主な栽培地である泉佐野市や貝塚市の地質は水はけがよく、農業用水を確保するために溜池が散在しているものの、海が近いため地下水にも塩分が混じる。加えて温暖な気候のため、蒸発していく水分を保持するために水茄子は大量の水分をため込むように産地に適応したと考えられている。

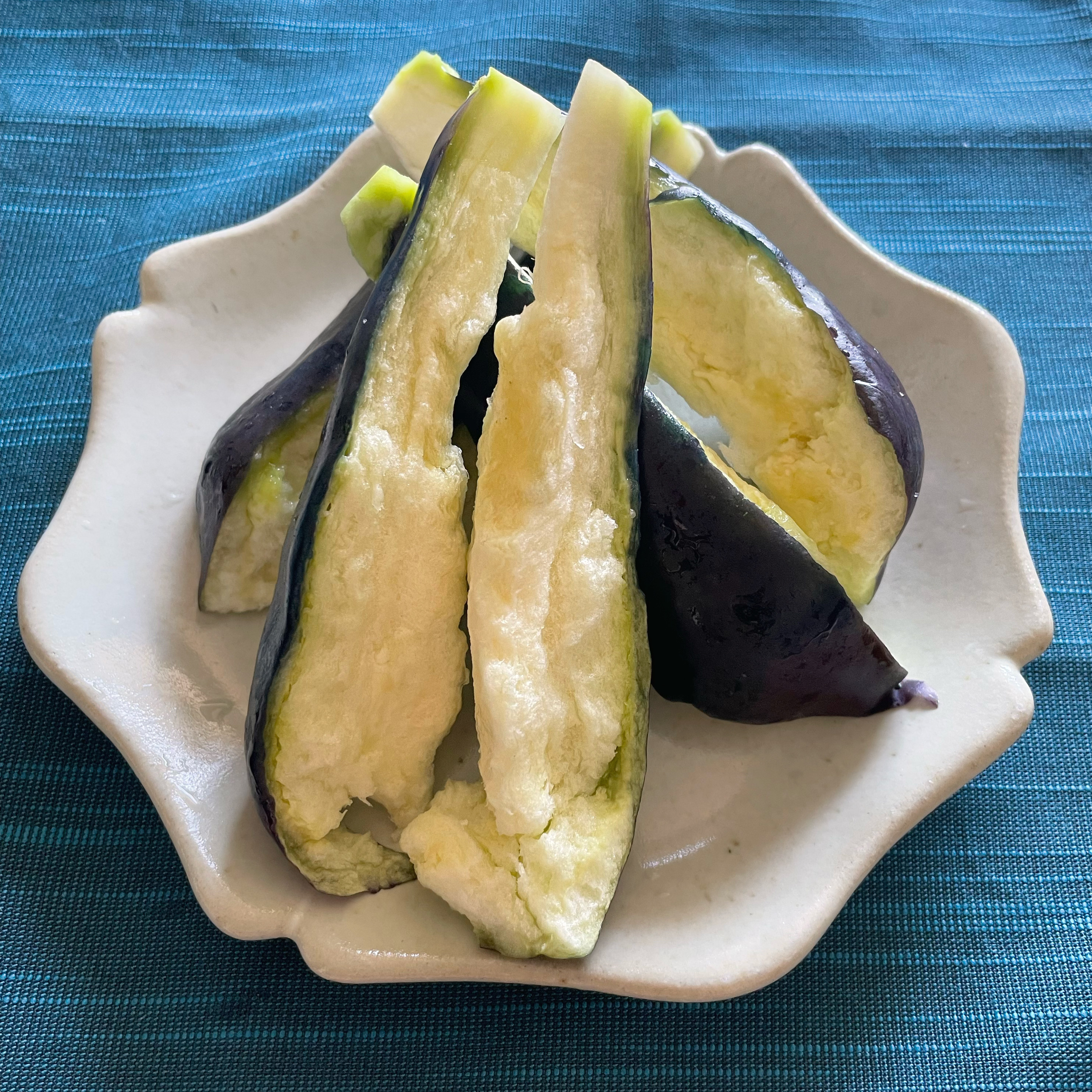
水茄子の糠漬け

水茄子は畑の隅に植えられ農作業中の熱中症防止の目的で生食されたほか、水茄子の古漬けを塩出しし、泉佐野漁港で水揚げされる安価な小エビ（えびじゃこ）と炊いた泉州の伝統的な惣菜「じゃこごうこ」にして食べた。この「じゃこごうこ」は、郷土料理の保存の目的で泉南地域の給食センターが小学校給食のメニューに取り入れている。
運送技術が進んだ昭和初期に販路拡大のためにデパートに並んだが、熟しても緑の斑が残り非常に傷が付きやすく漬物にすると褐色に代わるという性質から見た目が悪く敬遠された。現在広く流通しているのは、戦後開発された本来の水茄子よりやや細長く全体が紫になる絹茄子と呼ばれる系統のものである。

## 栽培
栽培には、河川に近い水田など、保水性の良い畑が向いているといわれる。栽培地の大阪府泉州地域は温暖で降雨量が多い気候風土で、そこで栽培される水茄子は長い年月をかけて泉州で作られた固有品種である。外見を良くする品種改良だけではなく、早期出荷を目的に水茄子をハウス栽培を行ったり、果実に接触する葉を除去するなど一個一個傷が付かないように育てており、高価である。なにわ伝統野菜第一号の称号を授与されたこともあり産地以外では高級野菜のイメージが強いが、産地では「なす」と言えば水茄子のことであり、普通に栽培されている。
種を播いて発芽したら、ビニールハウスで40日ほど養生して幼苗を育てていく。露地栽培する畑は、堆肥などの有機肥料をすき込んで、根がまっすぐ伸びるように深く耕しておく。本葉が3、4枚のときが植えつけ時で、4月、高さ20センチメートル (cm) ほどにした畝に苗木を定植する。定植後は苗の成長を見て支柱立てし、最初の花がついたら主枝と側枝2本残して3本仕立てに整枝する。追肥は月2回程度おこない、乾燥を防ぐために藁などでマルチングをするとよいとされる。ナスの花は中央の雌しべが雄しべより長く出ているのが良い状態で、雌しべが短くて見えないときは肥料が不足している状態である。水やりは難しく、栽培農家の経験によるところが大きい。例えば、夏場の水やりは晴天3日に1回程度行うが、炎天下の水やりは畝にたまった水が熱くなって苗木に悪影響を及ぼすため、日没後に水やりをするところもある。
収穫は夏から秋までできる。1本の苗木から130個ほどの果実の収穫でき、早いものでは5月から出荷が始まる。水茄子の果実は、葉が風で揺れて果実に触れただけで傷になり、固くなってしまうほどデリケートである。そのため、果実のまわりの葉を取り除く作業を行って、果実に葉が触れないようにしたり、太陽光が平均的にあたるようにしたりする。風の吹く日は、畑を防風ネットで覆う作業をして、葉が揺れるのを防いでいる。露地栽培ものの収穫は、6月から9月にかけて最盛期を迎える。この時期に、翌年の苗作りに使う種を採取するため、電球型で姿が整っている果実に目印をつけて完熟させる。収穫された果実は、傷がつかないように発泡スチロール製のシートを敷いた段ボール箱に詰められて、主に近畿地方市場を中心に出荷している。種を取る場合は、畑で実を完熟させて、収穫後にさらに1週間ほど追熟させる。